# Microstylum vulcan
Microstylum vulcan är en tvåvingeart som beskrevs av Stanley Willard Bromley 1928. Microstylum vulcan ingår i släktet Microstylum och familjen rovflugor. Inga underarter finns listade i Catalogue of Life.